# بسمر (شهرستان لارنس، پنسیلوانیا)
بسمر (به انگلیسی: Bessemer) یک منطقهٔ مسکونی در ایالات متحده آمریکا است که در شهرستان لارنس، پنسیلوانیا واقع شده‌است. بسمر ۴٫۴۸ کیلومتر مربع مساحت و ۱٬۱۱۱ نفر جمعیت دارد.